# Lucas Ojeda
Lucas Ramón Ojeda Villanueva (1 de febrero de 1986, Formosa, Provincia de Formosa, Argentina) es un futbolista argentino que juega en la posición de Delantero

## Trayectoria
Surgido de las divisiones inferiores de Club Atlético Independiente. Debutó en ese club en 2005. Se quedó en el club de Avellaneda hasta 2006. En 2007 pasó a Club Atlético Tigre. En el 2007 pasó al Club Atlético San Martín (Tucumán). En 2008 pasó a Club Atlético Atlanta y ese mismo año jugó en Club Gimnasia y Esgrima de Concepción del Uruguay donde anotó 13 goles, convirtiéndose en el goleador del equipo. En 2009 jugó en Rangers de la Primera División de Chile y en 2010 estuvo jugando en O'Higgins. En 2011 ficha por Deportes Iquique. En 2012 ficha nuevamente en Rangers de Talca.

## Clubes
| Club                      | País      | Año         |
| ------------------------- | --------- | ----------- |
| Independiente             | Argentina | 2005 - 2006 |
| Tigre                     | Argentina | 2007        |
| San Martín de Tucumán     | Argentina | 2007        |
| Atlanta                   | Argentina | 2008        |
| Gimnasia y Esgrima (CdU)  | Argentina | 2008 - 2009 |
| Rangers                   | Chile     | 2009        |
| O'Higgins                 | Chile     | 2010        |
| Deportes Iquique          | Chile     | 2011        |
| Rangers                   | Chile     | 2012 - 2013 |
| Gimnasia y Esgrima (CdU)  | Argentina | 2013        |
| Universitario de Sucre    | Bolivia   | 2014        |
| Magallanes                | Chile     | 2015        |
| Sol de América de Formosa | Argentina | 2016        |
| Independiente de Fontana  | Argentina | 2017 - 2018 |
| Defensores de Formosa     | Argentina | 2019        |
| Independiente de Fontana  | Argentina | 2020        |

## Palmarés

### Nacionales
| Título                      | Club                   | País      | Año           |
| --------------------------- | ---------------------- | --------- | ------------- |
| Primera B Nacional          | San Martín de Tucumán  | Argentina | 2007-2008     |
| Primera División de Bolivia | Universitario de Sucre | Bolivia   | Clausura 2014 |

- Datos: Q6696256